# Ciaran Clark
Ciaran Clark (Harrow, Anglia, 1989. szeptember 26. –) ír labdarúgó, jelenleg a Stoke City játékosa. Eredeti posztja középhátvéd, de balhátvédként és középpályásként is képes játszani.
Clark több korosztályos angol válogatottnak is a csapatkapitánya volt, de 2010 októberében úgy döntött, hogy felnőttként az ír válogatottban szeretne játszani. 2011. február 8-án mutatkozott be, Wales ellen.

## Pályafutása

### Aston Villa
Clark Harrowban, Nagy-Londonban született, de Sandyben, Bedfordshire-ben nőtt fel. 2000-ben, 11 éves korában csatlakozott az Aston Villa ifiakadémiájához. Csapatkapitánya volt annak az U18-as csapatnak, mely a 2007/08-as szezonban megnyerte a Premier Academy League-et. A 2008/09-es idényben mezszámot kapott a felnőtt csapatnál és a CSZKA Moszkva elleni idegenbeli UEFA-kupa-meccsen a kispadra nevezték, de nem kapott játéklehetőséget. Ugyanebben a szezonban kapitányként szerepelt a tartalék csapatban, mely megnyerte fennállása első Premier Reserve League trófeáját.
A 2009/10-es szezon előtt Clark részt vett a Villa felkészülési mérkőzésein és szerepelt a Béke-kupán is, melyet csapata megnyert. 2009. augusztus 30-án tétmeccsen is debütált, a Fulham ellen. Curtis Davies sérülése miatt az akkor 19 éves Clark a kezdőbe került, Carlos Cuéllar mellé a védelem közepén. Nagy szerepe volt abban, hogy csapata nem kapott gólt és kis híján be is talált az ellenfél kapujába. Az Aston Villa végül 2-0-ra győzött, Clark pedig a BBC-nél bekerült a hét csapatába. James Collins és Richard Dunne leigazolása miatt visszaszorult a kispadra, de a szurkolók többsége biztos volt benne, hogy néhány éven belül állandó tagja lesz a kezdőnek. 2009 novemberében új, 2012-ig szóló szerződést kötött a klubbal. Második pályára lépésére az FA Kupában került sor, a Brighton & Hove Albion ellen került sor.
Clark kezdőként lépett pályára a 2010/11-es évad első két bajnokiján, a West Ham United és a Newcastle United ellen. Előbbi mérkőzésen Richard Dunne mellett játszva segített megőrizni csapatát a kapott góltól. Gérard Houllier első meccsén a Villa menedzsereként a kezdőbe nevezte, a Blackburn Rovers elleni Ligakupa-mérkőzésen. A helyi rivális Birimingham City ellen középpályásként lépett pályára és a csapatot sújtó sérüléshullám miatt a Fulham és a Blackpool ellen is ebben a szerepkörben játszott. 2010. november 27-én, az Arsenal ellen 4-2-re elveszített találkozón megszerezte első két gólját a felnőtt csapatban. 2011. január 2-án a 91. percben egyenlített a Chelsea ellen, ezzel megmentve egy pontot csapatának. Ugyanebben a szezonban ő lett a Premier League történetének első olyan játékosa, aki sorozatban hat meccsen sárga lapot kapott.
2012. január 29-én megszerezte első gólját az FA Kupában, a Bristol Rovers ellen. Találatát egy látványos egyéni akció és több átlépős csel előzte meg, majd bal lábbal az alsó sarokba lőtt. Augusztus 25-én, az Everton ellen piros lapot kapott a Nikica Jelavić elleni szabálytalanságáért. A 2012/13-as szezonban első gólját 2012. szeptember 3-án szerezte, a Newcastle United elleni 1-1-es meccsen. Miután az ifi- és a tartalék csapatnak csapatkapitánya volt, december 8-án, a Stoke City ellen a felnőtt csapatban is megkapta a karszalagot a lecserélt Gabriel Agbonlahortól. Három nappal később, a Ligakupában már csapatkapitányként játszotta végig a mérkőzést.

## Válogatott

### Anglia
Clark csapatkapitányként szerepelt az U19-es angol válogatottban a 2008-as U19-es Eb selejtezőin. Hat selejtezőből ötön játszott és egy gólt szerzett. A tornát egy edzésen elszenvedett sérülés miatt ki kellett hagynia. Az U20-as csapatban is megkapta a csapatkapitányi karszalagot és már a második meccsén, Olaszország ellen gólt szerzett, 2008 márciusában.

### Írország
Clark ír felmenőkkel rendelkezik, így 2010 szeptemberének végén az Ír labdarúgó-szövetség (FAI) képviselői felkeresték, hogy megkérjék, hogy felnőttként az ír válogatottban szerepeljen. A szövetség az ír U21-es válogatott egykori edzőjét, Don Givenst is elküldte az Aston Villa Blackburn elleni meccsére, hogy figyelje a játékos teljesítményét. 2010. október 5-én Clark bejelentette, hogy az ír válogatottban képzeli el válogatottbeli karrierjét. Döntése meghozatalában Richard Dunne is segítette. November 12-én bekerült a Norvégia ellen készülő keretbe, de játéklehetőséget nem kapott. Bemutatkozására 2011. február 8-án került sor, Wales ellen. 2013. február 6-án, a Lengyelország elleni barátságos meccsen megszerezte első gólját, ezzel 2-0-s sikerhez segítve az íreket.

#### Válogatottbeli góljai
| # | Dátum             | Helyszín                        | Ellenfél      | Gól  | Eredmény | Mérkőzés jellege |
| - | ----------------- | ------------------------------- | ------------- | ---- | -------- | ---------------- |
| 1 | 2013. február 6.  | Aviva Stadion, Írország         | Lengyelország | 1– 0 | 2–0      | Barátságos meccs |
| 2 | 2016. március 25. | Aviva Stadion, Dublin, Írország | Svájc         | 1–0  | 1–0      | Barátságos meccs |

## Sikerei, díjai
Aston Villa
- Premier Academy League: 2007/08
- Béke-kupa: 2009
- Premier Reserve League: 2008/09

Newcastle United
- Championship: 2016–17